# هارييت مكدوجال
هارييت بوبهام ماكدوجال ريجني (بالإنجليزية: Harriet Popham McDougal Rigney؛ مواليد 4 أغسطس 1939) هي محررة عملت على العديد من الكتب الخيالية الأكثر مبيعًا، بما في ذلك سلسلة عجلة الزمن التي كتبها زوجها روبرت جوردان. غالبًا ما ادعى جوردان أن جميع الشخصيات النسائية الرئيسية في سلسلة عجلة الزمن (وبعض الشخصيات النسائية الثانوية) لها سمة واحدة على الأقل مستوحاة من هارييت.